# Laurence J. Peter

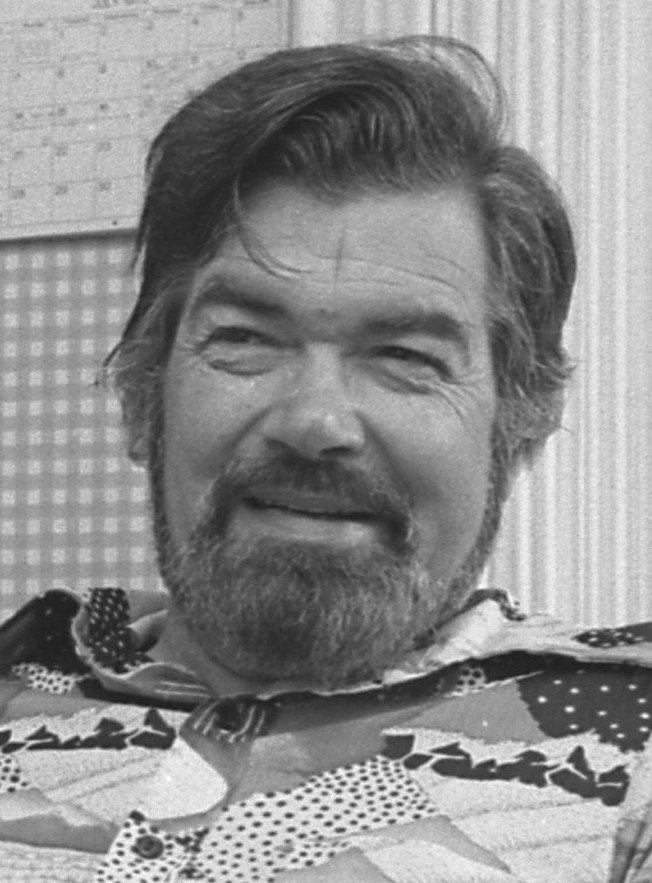
Laurence J. Peter (1975)

Laurence Johnston Peter (* 16. September 1919 in Vancouver, British Columbia, Kanada; † 12. Januar 1990 in Palos Verdes, Kalifornien, USA) war ein kanadisch-US-amerikanischer Lehrer, Erziehungs- und Sozialberater, Schulpsychologe, Autor und Professor.
Er wurde bekannt durch das nach ihm benannte Peter-Prinzip.

## Leben
Peter  wurde in Vancouver als Sohn eines Eisenbahnarbeiters geboren und arbeitete ab 1941 als Lehrer. 1957 schloss er ein Bachelor- und 1958 ein Master-Studium in Education am Washington State College ab. Er erwarb im Jahr 1963 einen Doktortitel der Washington State University und war Assistant Professor und Psychologe an der  University of British Columbia.
Im Jahr 1966 zog Peter nach Kalifornien um, wo er Direktor des Evelyn Frieden Centre for Prescriptive Teaching und Koordinator von Programmen für „Emotionally Disturbed Children“ und  Associate Professor of Education an der University of Southern California. 1970 konnte er sich aufgrund seiner Buchverkaufsverfolge – über 8 Millionen Bücher über das Peter-Prinzip wurden abgesetzt – zur Ruhe setzen. Peter starb Mitte Januar 1990 im Alter von 70 Jahren an den Folgen eines Schlaganfalles, den er zwei Jahre zuvor erlitten hatte. Peter war verheiratet. Aus der Ehe gingen die Söhne John and Edward sowie die Töchter Alice und Margaret hervor.

## Veröffentlichungen
- The Peter pyramid, or, Will we ever get the point? Unwin Paperbacks, London 1987, ISBN 0-04-440057-8.
- Why things go wrong, or, The Peter principle revisited. 1st Auflage. Bantam Books, New York 1986, ISBN 0-553-25364-6.
- Peter's Almanac. 1st Auflage. William Morrow and Company, New York 1982, ISBN 0-688-01612-X.
- Peter's People
- Peter's quotations : ideas for our time. 1st Auflage. Quill, William Morrow, New York 1991, ISBN 0-688-11909-3.
- The Peter Plan
- Individual Instruction
- Classroom Instruction
- Therapeutic Instruction
- Teacher Education
- The Peter Prescription: How to make things go right. Bantam, New York, U.S.A. 1972, OCLC 906765222.
Deutsche Übersetzung: Das Peter-Prinzip (Platz 1 der Spiegel-Bestsellerliste vom 22. Juni bis zum 5. Juli 1970)
- Prescriptive Teaching
- mit Raymond Hull: Das Peter-Prinzip oder die Hierarchie der Unfähigen. Rowohlt, Reinbek bei Hamburg 2001, ISBN 3-499-61351-4.
- Die Peter-Pyramide : EBGO, die Einheitlich Bürokratische GrundOrdnung. Rowohlt, Reinbek bei Hamburg 1990, ISBN 3-499-18715-9.